# Jack Cole (chorégraphe)
Jack Cole (John Ewing Richter) est un chorégraphe, et acteur américain né le 27 avril 1911 à New Brunswick, New Jersey (États-Unis) et décédé à Hollywood, Californie (États-Unis) le 17 février 1974.

## Biographie
- Jack Cole, un génie méconnu par Glenn Looney

## Filmographie partielle

### Comme chorégraphe
- 1944 : Cover Girl de Charles Vidor (non crédité)
- 1944 : Kismet de William Dieterle (non crédité)
- 1945 : Cette nuit et toujours (Tonight and every night) de Victor Saville
- 1946 : Gilda film de Charles Vidor (non crédité)
- 1946 : Meet Me on Broadway de Leigh Jason
- 1946 : Rio, rythme d'amour (The Thrill of Brazil) de S. Sylvan Simon
- 1946 : Le Roman d'Al Jolson (The Jolson Story) d'Alfred E. Green
- 1947 : L'Étoile des étoiles (Down to Earth) de Alexander Hall
- 1951 : Sur la Riviera (On the Riviera) de Walter Lang
- 1951 : David et Bethsabée (David and Bathsheba), d'Henry King
- 1951 : Meet Me After the Show de Richard Sale
- 1953 : The I Don't Care Girl de Lloyd Bacon
- 1953 : The Farmer takes a wife de Henry Levin
- 1953 : Les hommes préfèrent les blondes  (Gentlemen prefer Blondes) d'Howard Hawks
- 1954 : La Rivière sans retour (River of No Return) d'Otto Preminger
- 1954 : La Joyeuse Parade (There's No Business Like Show Business) de Walter Lang (non crédité)
- 1955 : Tout le plaisir est pour moi (Three for the Show) de H.C. Potter
- 1955 : Kismet de Vincente Minnelli
- 1955 : Les hommes épousent les brunes (Gentlemen marry brunettes) de Richard Sale
- 1957 : Les Girls de George Cukor
- 1957 : La Femme modèle (Designing Woman) de Vincente Minnelli
- 1959 : Certains l'aiment chaud (Some Like It Hot) de Billy Wilder (non crédité)
- 1960 : Le milliardaire (Let's make love) de George Cukor

### comme acteur
- 1941 : Soirs de Miami (Moon over Miami) de Walter Lang (non crédité)
- 1945 : Cette nuit et toujours (Tonight and every night) de Victor Saville (non crédité)
- 1945 : Eadie Was a Lady  d'Arthur Dreifuss
- 1957 : La Femme modèle (Designing Woman) de Vincente Minnelli